# Reuss-Dölau
Reuss-Dölau fue el nombre de un estado que existió en dos periodos en lo que ahora es Turingia. En el primer periodo existió como un señorío entre 1616 a 1636, y en el segundo  existió como condado desde 1694 a 1698, ambas veces bajo el gobierno de la rama mayor de la Casa de Reuss.

## Geografía

### Señorío
Reuss-Dölau estaba formado por varios distritos pequeños, separados entre sí por otros señoríos de la casa Reuss. El señorío de Dölau comprendía el castillo y la ciudad homónima de Dölau y los pueblos de Arnsgrün, Brückla, Büna, Caselwitz, Dobia, Fröbersgrün, Gablau, Kauern, Mehla, Rothenthal, Sachswitz y la mitad de Bernsgrün, la otra mitad pertenecía a Reuss-Obergreiz.

### Condado
El estado incluía la residencia de Dölau y además los pueblos de Görschnitz, Grochlitz, Hain, Hohndorf, Klein-Reinsdorf, Kurtschau, Lunzig, Möschwitz, Naitschau, Pöllwitz, Schönbach, Settendorf, Sorge, Wellsdorf, Wolfshain y Zoghaus.

## Historia

### Primer periodo, Señorío de Reuss-Dölau
El señorío de Reuss-Dölau fue creado en 1616 a través de una partición de Reuss-Burgk. Tras la extinción de la línea media de Reuss y la repartición de sus territorios, los dos co-señores de Reuss-Burgk, Enrique II y su hermano Enrique IV, obtuvieron varios pueblos. Esta ampliación de los territorios permitió que ambos señores se repartieran los nuevos territorios, creando el señorío de Reuss-Dölau.
En 1636, Enrique IV murió como consecuencia de una caída por un tramo de escaleras. Como no tuvo descendencia, Reuss-Dölau volvió a pertenecer a Reuss-Burgk.

### Segundo periodo, Condado de Reuss-Dölau
En 1694 Reuss-Dölau fue creado de nuevo, esta vez como resultado de una partición de Reuss-Obergreiz entre los hijos de Enrique I de Reuss-Obergreiz. Enrique VI, bajo presión de su madrastra, tuvo que ceder territorios a su medio hermano Enrique XVI. Esto a pesar de que el principio de primogenitura había sido adoptado en 1690. Debido a que en 1673 los señoríos de la Casa de Reuss recibieron el título de Conde imperial.
Cuando Enrique XVI murió en 1698 a la edad de 20 años, y sin descendencia, Reuss-Dölau volvió a ser parte de Reuss-Obergreiz. Enrique XVI probablemente estuvo bajo la regencia de su madre hasta su muerte, pues según el "orden de la casa" la mayoría de edad sólo se alcanzaba al cumplir los 21 años.

## Gobernantes

### Señor
- Enrique IV de Reuss-Dölau (1616-1636)

### Conde
- Enrique XVI de Reuss-Dölau (1694-1698)